# Under hallonbusken
Under hallonbusken är en pjäs av dramatikern och regissören Maria Blom. Urpremiären skedde den 5 februari 2011 på Dramatens lilla scen.